# Israel nos Jogos Olímpicos de Verão de 2008
Israel competiu nos Jogos Olímpicos de Verão de 2008 em Pequim, na China. Foi a décima quarta participação do país em Jogos Olímpicos.
Para as Olimpíadas de 2008 o comitê olímpico nacional de Israel apurou 43 atletas qualificados, a maior delegação da história olímpica de Israel. A equipe esteve praticamente dividida igualmente entre homens e mulheres, com 23 homens e 20 mulheres, o que é a maior participação feminina na competição por este país.

## Medalhistas
| Atleta        | Esporte | Evento         | Medalha |
| ------------- | ------- | -------------- | ------- |
| Shahar Zubari | Vela    | RS:X masculino | Bronze  |

## Desempenho

### Atletismo
Masculino
| Atletas            | Evento                | Preliminares | Preliminares | Final       | Final       |
| Atletas            | Evento                | Marca        | Posição      | Marca       | Posição     |
| ------------------ | --------------------- | ------------ | ------------ | ----------- | ----------- |
| Itai Magidi        | 3000 m com obstáculos | 9m05s02      | 37º          | Não avançou | Não avançou |
| Haile Satayin      | 3000 m com obstáculos |              |              | 2h30 m07s   | 69º         |
| Niki Palli         | Salto em altura       | 2,20 m       | 21º          | Não avançou | Não avançou |
| Aleksandr Averbukh | Salto com vara        | 5,45m        | 28º          | Não avançou | Não avançou |

### Canoagem de velocidade
Masculino
| Atleta           | Evento     | Preliminar | Preliminar | Semifinais | Semifinais | Final       | Final       |
| Atleta           | Evento     | Tempo      | Posição    | Tempo      | Posição    | Tempo       | Posição     |
| ---------------- | ---------- | ---------- | ---------- | ---------- | ---------- | ----------- | ----------- |
| Michael Kolganov | K-1 500 m  | 1m38s396   | 1º (13º)   | 1m43s145   | 4º (11º)   | Não avançou | Não avançou |
| Michael Kolganov | K-1 1000 m | 3m38s207   | 5º (13º)   | 3m43s108   | 8º (17º)   | Não avançou | Não avançou |

### Esgrima
Masculino
| Atleta   | Evento             | Fase de 64             | Fase de 32             | Fase de 16             | Quartas de final       | Semifinais             | Final                  |
| Atleta   | Evento             | Adversário e resultado | Adversário e resultado | Adversário e resultado | Adversário e resultado | Adversário e resultado | Adversário e resultado |
| -------- | ------------------ | ---------------------- | ---------------------- | ---------------------- | ---------------------- | ---------------------- | ---------------------- |
| Tomer Or | Florete individual |                        | CAN J. McGuire D 10-11 | Não avançou            | Não avançou            | Não avançou            | Não avançou            |

Feminino
| Atleta        | Evento             | Fase de 64             | Fase de 32                    | Fase de 16             | Quartas de final       | Semifinais             | Final                  |
| Atleta        | Evento             | Adversário e resultado | Adversário e resultado        | Adversário e resultado | Adversário e resultado | Adversário e resultado | Adversário e resultado |
| ------------- | ------------------ | ---------------------- | ----------------------------- | ---------------------- | ---------------------- | ---------------------- | ---------------------- |
| Delila Hatuel | Florete individual |                        | RUS V. Nikichina D 9-10       | Não avançou            | Não avançou            | Não avançou            | Não avançou            |
| Noam Mills    | Espada individual  |                        | FRA L. Flessel-Colovic D 8-15 | Não avançou            | Não avançou            | Não avançou            | Não avançou            |

### Ginástica artística
Masculino
| Atleta             | Evento           | Aparelho | Aparelho | Aparelho       | Aparelho | Aparelho       | Aparelho  | Qualificação | Qualificação | Final       | Final       |
| Atleta             | Evento           | Salto    | Solo     | Cav. com alças | Argolas  | Bar. paralelas | Bar. fixa | Total        | Pos.         | Total       | Pos.        |
| ------------------ | ---------------- | -------- | -------- | -------------- | -------- | -------------- | --------- | ------------ | ------------ | ----------- | ----------- |
| Alexander Shatilov | Individual geral | 15,575   | 15,600   | 13,825         | 14,075   | 14,500         | 14,225    | 87,800       | 29º          | Não avançou | Não avançou |
| Alexander Shatilov | Solo             |          |          |                |          |                |           |              |              | 14,125      | 8º          |

### Ginástica rítmica
| Atleta         | Evento     | Qualificatória | Qualificatória | Qualificatória | Qualificatória | Qualificatória | Qualificatória | Final       | Final       | Final       | Final       | Final       | Final       |
| Atleta         | Evento     | Arco           | Corda          | Maças          | Fita           | Total          | Posição        | Arco        | Corda       | Maças       | Fita        | Total       | Posição     |
| -------------- | ---------- | -------------- | -------------- | -------------- | -------------- | -------------- | -------------- | ----------- | ----------- | ----------- | ----------- | ----------- | ----------- |
| Irina Risenzon | Individual | 16,800         | 17,100         | 17,125         | 16,825         | 67,850         | 8º             | 17,025      | 16,350      | 16,850      | 16,550      | 66,775      | 9º          |
| Neta Rivkin    | Individual | 16,500         | 16,825         | 16,450         | 16,100         | 65,875         | 14º            | Não avançou | Não avançou | Não avançou | Não avançou | Não avançou | Não avançou |

| Atleta                                                                                    | Evento  | Qualificatória | Qualificatória    | Qualificatória | Qualificatória | Final    | Final             | Final  | Final   |
| Atleta                                                                                    | Evento  | 5 cordas       | 3 arcos e 2 maças | Total          | Posição        | 5 cordas | 3 arcos e 2 maças | Total  | Posição |
| ----------------------------------------------------------------------------------------- | ------- | -------------- | ----------------- | -------------- | -------------- | -------- | ----------------- | ------ | ------- |
| Alona Dvornichenko Katerina Pisetsky Maria Savenkov Rachel Vigdorchick Veronika Vitenberg | Equipes | 15,300         | 16,225            | 31.525         | 7º             | 16,050   | 16,050            | 32,100 | 6º      |

### Judô
Masculino
| Atleta       | Evento  | Preliminares           | Fase de 32                       | Fase de 16                | Quartas                | Semifinais             | Repescagem                   | Repescagem                   | Repescagem                | Final                                          | Final       |
| Atleta       | Evento  | Preliminares           | Fase de 32                       | Fase de 16                | Quartas                | Semifinais             | 1ª fase                      | Quartas                      | Semifinais                | Final                                          | Final       |
| Atleta       | Evento  | Adversário e resultado | Adversário e resultado           | Adversário e resultado    | Adversário e resultado | Adversário e resultado | Adversário e resultado       | Adversário e resultado       | Adversário e resultado    | Adversário e resultado                         | Pos.        |
| ------------ | ------- | ---------------------- | -------------------------------- | ------------------------- | ---------------------- | ---------------------- | ---------------------------- | ---------------------------- | ------------------------- | ---------------------------------------------- | ----------- |
| Gal Yekutiel | -60 kg  |                        | MGL K. Tsagaanbaatar V 0001-0000 | FRA D. Dragin D 0001-1001 |                        |                        | GEO N. Khergiani V 0001-0000 | RUS R. Kishmakov V 0001-0000 | GBR C. Fallon V 0200-0101 | Disputa pelo bronze: NED R. Houkes D 0000-1012 | 4º          |
| Ariel Ze'evi | -100 kg |                        | FRA F. Demontfaucon V 0010-0001  | NED H. Grol D 0001-0010   |                        |                        | BRA L. Correa D 0001-0011    | Não avançou                  | Não avançou               | Não avançou                                    | Não avançou |

Feminino
| Atleta           | Evento | Preliminares           | Fase de 32             | Fase de 16                 | Quartas                | Semifinais             | Repescagem                | Repescagem             | Repescagem             | Final                  | Final       |
| Atleta           | Evento | Preliminares           | Fase de 32             | Fase de 16                 | Quartas                | Semifinais             | 1ª fase                   | Quartas                | Semifinais             | Final                  | Final       |
| Atleta           | Evento | Adversário e resultado | Adversário e resultado | Adversário e resultado     | Adversário e resultado | Adversário e resultado | Adversário e resultado    | Adversário e resultado | Adversário e resultado | Adversário e resultado | Pos.        |
| ---------------- | ------ | ---------------------- | ---------------------- | -------------------------- | ---------------------- | ---------------------- | ------------------------- | ---------------------- | ---------------------- | ---------------------- | ----------- |
| Alice Shlesinger | -63 kg |                        |                        | FRA L. Decosse D 0000-0011 |                        |                        | SLO U. Žolnir D 0000-1001 | Não avançou            | Não avançou            | Não avançou            | Não avançou |

### Nado sincronizado
| Atletas                        | Evento | Rotina técnica | Rotina técnica | Rotina livre | Rotina livre | Rotina livre | Rotina livre | Rotina livre - Final | Rotina livre - Final | Rotina livre - Final | Rotina livre - Final |
| Atletas                        | Evento | Pontos         | Posição        | Pontos       | Posição      | Total        | Posição      | Pontos               | Posição              | Total                | Posição              |
| ------------------------------ | ------ | -------------- | -------------- | ------------ | ------------ | ------------ | ------------ | -------------------- | -------------------- | -------------------- | -------------------- |
| Anastasia Gloushkov Inna Yoffe | Dueto  | 43,583         | 15º            | 43,334       | 16º          | 86,917       | 15º          | Não avançou          | Não avançou          | Não avançou          | Não avançou          |

### Natação
Masculino
| Atleta(s)             | Evento          | Eliminatórias | Eliminatórias | Semifinal   | Semifinal   | Final       | Final       |
| Atleta(s)             | Evento          | Tempo         | Posição       | Tempo       | Posição     | Tempo       | Posição     |
| --------------------- | --------------- | ------------- | ------------- | ----------- | ----------- | ----------- | ----------- |
| Nimrod Shapira Bar Or | 100 m livre     | 49s10 (NR)    | 26º           | Não avançou | Não avançou | Não avançou | Não avançou |
| Nimrod Shapira Bar Or | 200 m livre     | 1m47s78 (NR)  | 15º           | 1m48s16     | 15º         | Não avançou | Não avançou |
| Guy Barne'a           | 100 m costas    | 54s50 (NR)    | 15º           | 54s93       | 16º         | Não avançou | Não avançou |
| Itay Chama            | 200 m costas    | 2m00s93       | 26º           | Não avançou | Não avançou | Não avançou | Não avançou |
| Tom Be'eri            | 100 m peito     | 1m02s42 (NR)  | 42º           | Não avançou | Não avançou | Não avançou | Não avançou |
| Tom Be'eri            | 200 m peito     | 2m11s44 (NR)  | 20º           | Não avançou | Não avançou | Não avançou | Não avançou |
| Alon Mandel           | 100 m borboleta | 52s99 (NR)    | 36º           | Não avançou | Não avançou | Não avançou | Não avançou |
| Alon Mandel           | 200 m borboleta | 1m59s27 (NR)  | 28º           | Não avançou | Não avançou | Não avançou | Não avançou |
| Gal Nevo              | 200 m medley    | 1m59s66 (NR)  | 12º           | 2m00s43     | 13º         | Não avançou | Não avançou |
| Gal Nevo              | 400 m medley    | 4m14s13 (NR)  | 11º           |             |             | Não avançou | Não avançou |

Feminino
| Atleta(s)        | Evento          | Eliminatórias | Eliminatórias | Semifinal   | Semifinal   | Final       | Final       |
| Atleta(s)        | Evento          | Tempo         | Posição       | Tempo       | Posição     | Tempo       | Posição     |
| ---------------- | --------------- | ------------- | ------------- | ----------- | ----------- | ----------- | ----------- |
| Anya Gostomelsky | 50 m livre      | 25s23 (NR)    | 19º           | Não avançou | Não avançou | Não avançou | Não avançou |
| Anya Gostomelsky | 100 m livre     | 55s18         | 22º           | Não avançou | Não avançou | Não avançou | Não avançou |
| Anya Gostomelsky | 100 m costas    | 1m01s87 (NR)  | 25º           | Não avançou | Não avançou | Não avançou | Não avançou |
| Anya Gostomelsky | 100 m borboleta | 59s50 (PB)    | 36º           | Não avançou | Não avançou | Não avançou | Não avançou |

### Taekwondo
Feminino
| Atleta          | Evento | Preliminares           | Quartas                | Semifinais             | Repescagem             | Final                  | Posição     |
| Atleta          | Evento | Adversário e resultado | Adversário e resultado | Adversário e resultado | Adversário e resultado | Adversário e resultado | Posição     |
| --------------- | ------ | ---------------------- | ---------------------- | ---------------------- | ---------------------- | ---------------------- | ----------- |
| Bat-El Gatterer | -57kg  | CRO M. Zubčić D 3-4    | Não avançou            | Não avançou            | Não avançou            | Não avançou            | Não avançou |

### Tênis
Masculino
| Atleta                   | Evento | Fase de 64             | Fase de 32                            | Fase de 16             | Quartas                | Semifinais             | Final                  | Final       |
| Atleta                   | Evento | Adversário e resultado | Adversário e resultado                | Adversário e resultado | Adversário e resultado | Adversário e resultado | Adversário e resultado | Posição     |
| ------------------------ | ------ | ---------------------- | ------------------------------------- | ---------------------- | ---------------------- | ---------------------- | ---------------------- | ----------- |
| Jonathan Erlich Andy Ram | Duplas |                        | FRA A. Clement - M. Llodra D 4-6, 4-6 | Não avançou            | Não avançou            | Não avançou            | Não avançou            | Não avançou |

Feminino
| Atleta                      | Evento  | Fase de 64                        | Fase de 32                          | Fase de 16             | Quartas                | Semifinais             | Final                  | Final       |
| Atleta                      | Evento  | Adversário e resultado            | Adversário e resultado              | Adversário e resultado | Adversário e resultado | Adversário e resultado | Adversário e resultado | Posição     |
| --------------------------- | ------- | --------------------------------- | ----------------------------------- | ---------------------- | ---------------------- | ---------------------- | ---------------------- | ----------- |
| Shahar Peer                 | Simples | ROU S. Cîrstea V 6-3, 5-7, 6-0    | RUS V. Zvonareva D 3-6, 6-7         | Não avançou            | Não avançou            | Não avançou            | Não avançou            | Não avançou |
| Tzipora Obziler             | Simples | UKR M. Koryttseva D 5-7, 7-5, 4-6 | Não avançou                         | Não avançou            | Não avançou            | Não avançou            | Não avançou            | Não avançou |
| Shahar Peer Tzipora Obziler | Duplas  |                                   | ARG G. Dulko - B. Jozami D 3-6, 2-6 | Não avançou            | Não avançou            | Não avançou            | Não avançou            | Não avançou |

### Tiro
Masculino
| Atleta        | Evento                 | Qualificação | Qualificação | Final       | Final       | Posição |
| Atleta        | Evento                 | Placar       | Posição      | Placar      | Total       | Posição |
| ------------- | ---------------------- | ------------ | ------------ | ----------- | ----------- | ------- |
| Doron Egozi   | Carabina de ar 10 m    | 587          | 41º          | Não avançou | Não avançou | 41º     |
| Doron Egozi   | Carabina três posições | 1155         | 36º          | Não avançou | Não avançou | 36º     |
| Gil Simkovich | Carabina deitado 50 m  | 592          | 22º          | Não avançou | Não avançou | 22º     |
| Gil Simkovich | Carabina três posições | 1153         | 38º          | Não avançou | Não avançou | 38º     |
| Guy Starik    | Carabina deitado 50 m  | 594          | 12º          | Não avançou | Não avançou | 12º     |

### Vela
Masculino
| Atleta                | Evento | Regata | Regata | Regata | Regata | Regata | Regata | Regata | Regata | Regata | Regata | Regata  | Pontos | Posição           |
| Atleta                | Evento | 1      | 2      | 3      | 4      | 5      | 6      | 7      | 8      | 9      | 10     | M       | Pontos | Posição           |
| --------------------- | ------ | ------ | ------ | ------ | ------ | ------ | ------ | ------ | ------ | ------ | ------ | ------- | ------ | ----------------- |
| Shahar Zubari         | RS:X   | 1      | 3      | 1      | 3      | 17     | 6      | 19     | 18     | 1      | 4      | 4       | 58     | Medalha de bronze |
| Udi Gal Gideon Kliger | 470    | 13     | 16     | 13     | 14     | BFD    | 11     | 15     | 2      | 12     | 12     | Não av. | 108    | 14º               |

Feminino
| Atleta                      | Evento       | Regata | Regata | Regata | Regata | Regata | Regata | Regata | Regata | Regata | Regata | Regata  | Pontos | Posição |
| Atleta                      | Evento       | 1      | 2      | 3      | 4      | 5      | 6      | 7      | 8      | 9      | 10     | M       | Pontos | Posição |
| --------------------------- | ------------ | ------ | ------ | ------ | ------ | ------ | ------ | ------ | ------ | ------ | ------ | ------- | ------ | ------- |
| Maayan Davidovich           | RS:X         | 13     | 9      | 20     | 9      | 13     | 14     | 16     | 4      | 9      | 10     | 14      | 111    | 10º     |
| Vered Buskila Nike Kornecki | 470          | 8      | 13     | 1      | 2      | 8      | 19     | 3      | 1      | 11     | 15     | 4       | 66     | 4º      |
| Nufar Edelman               | Laser Radial | 25     | 12     | 3      | 15     | 25     | 11     | 9      | 19     | 17     |        | Não av. | 111    | 16º     |

Legenda
| Recorde mundial      | Recorde mundial (World record)               |                       | Recorde africano                      | Recorde africano (African) |                                           | Q | Classificado por posição (Qualified) |
| Recorde olímpico     | Recorde olímpico (Olympic record)            | Recorde da América    | Recorde da América (Americas)         | q                          | Classificado por melhor tempo (Qualified) |   |                                      |
| Melhor marca do ano  | Melhor marca do ano (World leading)          | Recorde asiático      | Recorde asiático (Asian)              | DNS                        | Não largou (Did not start)                |   |                                      |
| Recorde nacional     | Recorde nacional (National record)           | Recorde europeu       | Recorde europeu (European)            | DNF                        | Não terminou (Did not finish)             |   |                                      |
| Recorde pessoal      | Recorde pessoal do atleta (Personal best)    | Recorde da Oceania    | Recorde da Oceania (Oceania)          | DSQ / DQ                   | Desclassificado (Disqualified)            |   |                                      |
| Recorde da temporada | Recorde da temporada do atleta (Season best) | Recorde sul-americano | Recorde sul-americano (South America) | NM                         | Sem marca (No mark)                       |   |                                      |

| M   | Regata da Medalha da qual só participam os dez primeiros colocados das regatas anteriores  |  |  | CAN | Regata cancelada |
| BFD | Desclassificado por bandeira preta (Black Flag Disqualified)                               |  |  |     |                  |
| UFD | Desclassificado por bandeira "U" (U Flag Disqualified)                                     |  |  |     |                  |
| OCS | Largada queimada (On the Course Side of the starting line)                                 |  |  |     |                  |
| DNE | Desclassificação sem eliminação (infração a um item do regulamento da prova – Did Not End) |  |  |     |                  |